# (25432) Josepherli
(25432) Josepherli est un astéroïde de la ceinture principale, découvert le 5 novembre 1999 par le Lincoln Near-Earth Asteroid Research à Socorro. Cet astéroïde peut également être désigné par sa désignation provisoire 1999 VG225. 